# 伍德維爾 (佛羅里達州)
伍德維爾（英語：Woodville）是位於美國佛羅里達州萊昂縣的一個人口普查指定地區。

## 地理
伍德維爾的座標為30°18′27″N 84°15′08″W / 30.30750°N 84.25222°W，而該地最高點為海拔高度10米（即33英尺）。

## 人口
根據2010年美國人口普查的數據，伍德維爾的面積為16.60平方千米，當中陸地面積為16.60平方千米，而水域面積為0.00平方千米。當地共有人口2978人，而人口密度為每平方千米179人。